# Список послов СССР и России в Гамбии
В статье представлен список послов СССР и России в Гамбии.
- 17 июля 1965 г. — установление дипломатических отношений на уровне посольств.

## Список послов
| Срок полномочий                     | Посол                            | Годы жизни | Вручение верительных грамот | Комментарии         |
| ----------------------------------- | -------------------------------- | ---------- | --------------------------- | ------------------- |
| СССР                                |                                  |            |                             |                     |
| 25 сентября 1965 — 25 августа 1966  | Владимир Иванович Ерофеев        | 1920—2011  | 4 ноября 1965               | По совместительству |
| 25 августа 1966 — 13 апреля 1968    | Анатолий Георгиевич Кулаженков   | 1911—1982  | 27 октября 1966             | По совместительству |
| 13 апреля 1968 — 30 апреля 1973     | Дмитрий Семёнович Никифоров      | 1917—1993  | 12 июня 1968                | По совместительству |
| 30 апреля 1973 — 4 июля 1981        | Георгий Арташесович Тер-Газарянц | 1923—2023  | 7 июня 1973                 | По совместительству |
| 5 сентября 1981 — 3 сентября 1987   | Юрий Иванович Бельский           | род. 1928  | 14 ноября 1981              | По совместительству |
| 3 сентября 1987 — 17 августа 1991   | Александр Васильевич Папкин      | 1936—2007  |                             | По совместительству |
| 17 августа 1991 — 25 декабря [[1991 | Валерий Николаевич Липняков      | 1941—2015  |                             | По совместительству |
| Российская Федерация                |                                  |            |                             |                     |
| 10 февраля 1992 — 2 июня 1997       | Валерий Николаевич Липняков      | 1941—2015  |                             | По совместительству |
| 2 июня 1997 — 15 августа 2001       | Валерийонас Стасевич Балтрунас   | род. 1940  |                             | По совместительству |
| 28 августа 2001 — 21 апреля 2006    | Александр Александрович Романов  | род. 1950  |                             | По совместительству |
| 21 апреля 2006 — 16 сентября 2009   | Александр Васильевич Шульгин     | род. 1951  |                             | По совместительству |
| 16 июня 2010 — 6 августа 2014       | Валерий Михайлович Нестерушкин   | род. 1949  |                             | По совместительству |
| 6 августа 2014 — 11 июня 2019       | Сергей Николаевич Крюков         | 1960—2019  |                             | По совместительству |
| 17 августа 2020 — наст. время       | Дмитрий Викторович Кураков       | род. 1961  |                             | По совместительству |